# Ботова Долина
Ботова Долина — річка в Україні у Чортківському районі Тернопільської області. Права притока річки Збруча (басейн Дністра).

## Опис
Довжина річки 12 км, похил річки 6,9 м/км, площа басейну водозбору 31,2 км², найкоротша відстань між витоком і гирлом — 9,54 км, коефіцієнт звивистості річки — 1,12. Формується декількома струмками та загатами.

## Розташування
Бере початок на південно-західній стороні від села Кривеньке. Тече переважно на південний схід через села Коцюбинчики та Босури і проти села Збриж впадає в річку Збруч, ліву притоку річки Дністра.

## Цікаві факти
- На річці існує гора Розбита Могила (306,0 м), природне джерело та декілька газових свердловин[4].